# Playa de la Llosera
La playa de la Llosera se encuentra en el concejo asturiano de Valdés y pertenece a la localidad de Villar, dentro de la Costa Occidental de Asturias y enmarcada en el Paisaje Protegido de la Costa Occidental de Asturias.

## Descripción
La playa tiene forma rectilínea, una longitud de unos 170 m y una anchura media de unos 25 m, el lecho es de arena de grano oscuro y tamaño grueso con algunos cantos rodados y rocas que afloran a la superficie. También es conocida como «La Xousera» o del «Camping» y está protegida por unos acantilados muy elevados. Su entorno es residencial y una peligrosidad baja. El acceso peatonal es de unos quinientos m de longitud desde el camping próximo, llamado de «Los Cantiles», del que son la mayoría de los pocos visitantes que tiene esta playa. También algún pescador de caña que accede por la parte occidental que es la menos difícil. Las actividades recomendadas son la pesca submarina y la recreativa.
Los núcleos de población más cercanos son Luarca y Villar. La villa marinera de Luarca merece una visita para disfrutar de sus ofertas de diversión y ocio así como ver los edificios más notables de ella.